# Іщейкін Костянтин Євгенович
Костянтин Євгенович Іщейкін (нар. 11 вересня 1975, м. Полтава, Україна) — український політик, медик, педагог та науковець. Народний депутат України VIII скликання. Заслужений діяч науки і техніки України, доктор медичних наук, професор.

## Життєпис
Народився 11 вересня 1975 року в м. Полтава, у сім'ї медичних працівників. Батько — Іщейкін Євген Володимирович — головний лікар Полтавської міської клінічної лікарні № 2, мати — Іщейкіна Любов Костянтинівна, старший викладач кафедри медичної, біоорганічної та біологічної хімії ВДНЗУ «УМСА».

### Освіта
Навчався в Полтавській середній школі № 4. Під час навчання у школі здобув перший трудовий досвід, працюючи з 15 років молодшим медичним працівником поліклінічного відділення № 2 Полтавської обласної лікарні. У 1992 році з відзнакою закінчив середню школу і був нагороджений Срібною медаллю. Із 1992 по 1998 рік навчався на лікувальному факультеті Вищого державного навчального закладу України «Українська медична стоматологічна академія», який закінчив з відзнакою.
З 1998 по 1999 рік навчався в інтернатурі за фахом «Шкірні та венеричні хвороби» та магістратурі, які закінчив з відзнакою.
З 1999 по 2002 рік навчався в аспірантурі на кафедрі фтизіатрії з шкірними та венеричними хворобами ВДНЗ України «Українська медична стоматологічна академія».
У 2003 році захистив дисертацію на здобуття наукового ступеня кандидата медичних наук на тему «Індивідуалізація лікування дітей, хворих на атопічний дерматит, у залежності від клініко — патогенетичних варіантів його перебігу».
У січні 2010 р. захистив дисертацію на здобуття наукового ступеню доктора медичних наук на тему «Клініко-імунологічне обґрунтування комплексної терапії хворих на атопічний дерматит та екзему», а в травні 2010 року отримав підтвердження ВАК України.
З вересня 2012 року по січень 2013 року пройшов курси спеціалізації з фаху «Терапія» у Кримському державному медичному університеті імені С. І. Георгієвського.
25 січня 2013 року отримав вчене звання професора кафедри внутрішніх хвороб та медицини невідкладних станів з дерматовенерологією ВДНЗ України «Українська медична стоматологічна академія».
У 2013 році почав навчання у Національній академії державного управління при Президентові України (Кафедра парламентаризму та політичного менеджменту). У лютому 2016 року здобув диплом магістра з відзнакою.
У червні 2018 року захистив дисертацію на здобуття наукового ступеню доктора політичних наук на тему «Політико-правові засади бюджету участі в системі демократичних практик: світовий досвід і Україна».

### Кар'єра
Після закінчення інтернатури та магістратури, почав працювати лікарем-дерматовенерологом у кабінеті профілактичних оглядів при першій міській лікарні, а згодом — у Полтавському шкірвендиспансері.
З 2002 року працював на посаді асистента кафедри фтизіатрії з шкірними та венеричними хворобами ВДНЗ України «Українська медична стоматологічна академія». В 2004 році був обраний за конкурсом на посаду доцента кафедри, а в 2005 році — отримав вчене звання доцента.
З 2005 по 2007 рік працював заступником декана медичного факультету, був відповідальним за впровадження кредитно — модульної системи навчання в академії. З жовтня 2009 р. працював деканом факультету підготовки іноземних студентів.
В січні 2011 року переведений на посаду професора кафедри шкірних і венеричних хвороб з судовою медициною ВДНЗ України «Українська медична стоматологічна академія». З 01.09.2011 року по 2014 рік працював на посаді завідувача кафедри внутрішніх хвороб та медицини невідкладних станів з дерматовенерологією ВДНЗ України «Українська медична стоматологічна академія».
З 2014 по 2019 рік працював народним депутатом України.
З 2019 по 2020 рік професор кафедри внутрішніх хвороб та медицини невідкладних станів з шкірними та венеричними хворобами УМСА; завідувач кафедри шкірних та венеричних хвороб УМСА.
З 2020 по червень 2024 - т.в.о. директора ДУ «Інститут медицини праці ім. Ю. І. Кундієва НАМН України».

### Наукова діяльність
Костянтин Іщейкін є фахівцем у галузі дерматовенерології та терапії. Сформульовані ним напрямки наукових досліджень мають важливе, як суто наукове, так і прикладне практичне значення. Іщейкін провів дослідження з вивчення причинних факторів, патогенетичних ланок і особливостей перебігу імунозалежних захворювань шкіри. Запропонуав оцінити рівень показників системного запалення у хворих на хронічні імунозалежні запальні захворювання шкіри, виявити взаємозв'язки між рівнем системного запалення, клінічним перебігом дерматозів. За результатами проведених досліджень Костянтином Іщейкіним вперше розроблено індивідуалізований комплекс терапевтичних заходів, який сприяє диференційованому роз'єднанню загальних ланок патологічного ланцюга розвитку цих хвороб враховуючи індивідуалізовані особливості клінічної картини, запального процесу та наявність супутньої патології, що дозволило підвищити ефективність лікування хворих на псоріаз, атопічний дерматит та дитячу екзему шляхом індивідуалізації ранньої корекції показників системного запалення. Костянтином Іщейкіним створено школу дерматовенерології. Значну увагу приділяє вихованню наукових кадрів. Під науковим керівництвом Костянтина Іщейкіна виконано та захищено кандидатську дисертацію за фахом «Дерматовенерологія» та готуються до захисту ще 9 кандидатських та 1 докторська дисертації. Дослідження Костянтина Іщейкіна останніх років зосереждені на вивчені ролі активації ядерного фактору NF-KB та поляризації M1 / M2 макрофагів в основі розвитку системного запалення у хворих з аутоімунними захворюваннями шкіри для пошуку нових методів діагностики та лікування хворих з даною патологією.
Професор Іщейкін входить до складу редколегії багатьох фахових наукових видань: «Світ медицини та біології», «Український журнал дерматології, венерології, косметології», «Сучасна гастроентерологія», «Український терапевтичний журнал», «Дерматологія та венерологія», Український журнал дитячої ендокринології", «Проблеми ендокринної патології», «Проблемы старения и долголетия», «Профілактична медицина», «Аннали Мечниковського Інституту» та «Український терапевтичний журнал».
Костянтин Іщейкін є лауреатом Державної премії України в галузі науки і техніки 2018 року.

#### Науковий керівник
В листопаді 2019 року, в якості наукового керівника, потрапив у ганебну ситуацію, щодо плагіату.
Так, дві викладачки вінницького медичного університету, Ляховченко Наталія Анатоліївна і Зацерковна Олена Миколаївна захистили кандидатські дисертації, але обидві роботи мали явні ознаки плагіату робіт з Російської Федерації.
Науковим керівником обох новоявлених кандидаток наук був Костянтин Іщєйкін.

### Політична діяльність
З 27 лютого 2013 року — член політичної партії «УДАР» (Український демократичний альянс за реформи Віталія Кличка, з 30 березня 2013 року — заступник голови Полтавської обласної партійної організації політичної партії «УДАР» (Український демократичний альянс за реформи Віталія Кличка).
З листопад 2014 року — народний депутат України VIII скликання, член депутатської фракції партії «Блок Петра Порошенка». Голова підкомітету з питань бюджетної політики та удосконалення положень Бюджетного кодексу України Комітету Верховної Ради України з питань бюджету. член груп з міжпарламентських зв'язків з Австрійською Республікою, Литовською Республікою, Словацькою Республікою, Республікою Молдова, Румунією, Федеративною Республікою Німеччина, Королівством Швеція.
В 2015 році обраний членом державної міжвідомчої комісії з інвестиційних проектів. В тому ж році увійшов до міжвідомчої робочої групи забезпечення житлом учасників АТО. Був членом колегії Державного агентства України з питань кіно.
12 квітня 2019 разом з став одним з ініціаторів проекту закону про внесення зміни до статті 87 Бюджетного кодексу України щодо фінансування забезпечення окремих програм та закладів охорони здоров'я, який пропонує, щоб зміни програми «гроші за пацієнтом» не зачипали медзаклади Державного управління справами та Національної академії медичних наук — щоб вони і надалі фінансувалася за окремою статтею видатків бюджету й надавали медичні послуги лише для певній категорії громадян.

### Громадська діяльність
Співзасновник ГО «Фонд захисту і підтримки талановитих дітей» імені А. Т. Кукоби. У вересні 2013 заснував громадську організацію «Полтава — духовна столиця».

## Особисте життя
Дружина — Іщейкіна Юлія Олексіївна, завідувач кафедри медичної інформатики, медичної і біологічної фізики Вищого державного навчального закладу України «УМСА», професор, доктор медичних наук, нині — готельєр-ресторатор, доньки — Анна та Анастасія.

## Публікації
Костянтин Іщейкін є автором 208 наукових та навчально-методичних праць, із них більше 116 — після захисту дисертації на здобуття наукового ступеня доктора медичних наук. Має статті[які?] у базі даних SCOPUS, Google Shcoolar та іноземних виданнях[яких?]. Іщейкін К. Є. є автором 10 монографій, підручників, навчальних посібників: «Туберкулез. Туберкулез кожи» (2005), «Інтенсивна терапія в дерматовенерології» (2006), «Ураження шкіри обличчя та слизової оболонки порожнини рота вірусом простого герпесу І типу» (2013), «Шкірні та венеричні хвороби» (2008), «Дерматовенерологія» (2011), «Обов'язки та професійні дії медичної сестри терапевтичного відділення» (2012), «Клінічна ревматологія: сучасні діагностичні та лікувально профілактичні алгоритми» (2015), «Болезни органов пищеварения» (2017), «Діагностика та лікування невідкладних станів в клініці внутрішніх хвороб» (2017), має 7 патентів на винахід.
- Іщейкін К. Є. Розповсюдженість атопічного дерматиту серед дитячого населення Полтавської області. //Вісник проблем біології і медицини. -Полтава. -2002. -№ 5. -С. 64-70
- Іщейкін К. Є. Стан прооксидантно-антиоксидантної системи крові при атопічному дерматиті у дітей в залежності від рівня IgE. //Актуальні проблеми сучасної медицини. — Полтава. — 2002. — Т. 2. — Вип. 2. — С. 102—104.
- Іщейкін К. Є. Вікові та статеві особливості вмісту IgE, експресії CD-23 та алергізації організму дітей з атопічним дерматитом. //Вісник проблем біології і медицини. -Полтава. — 2002. — № 7-8. — С. 13-16.
- Іщейкін К. Є. Клініко-анамнестичні особливості перебігу атопічного дерматиту середнього ступеню важкості у дітей та диференційована терапія комплексом антиоксидантів. //Дерматологія, косметологія, сексопатологія. –Дніпропетровськ. — 2002.- № 3-4 (5).- С. 101—106.
- Іщейкін К. Є. Лікування дітей, хворих на атопічний дерматит, в залежності від клініко-патогенетичних варіантів його перебігу. Тези доповідей н/п конференції «Захворювання та вікові особливості шкіри, їх генетична детермінованість». Київ. — 18-19 березня 2003 р. — С. 38.
- Іщейкін К. Є. Деякі питання класифікації, особливості клінічних проявів справжньої екземи та перспективи лікування хворих / К. Є. Іщейкін // Дерматовенерология, косметология, сексопатология. –2006. — № 1-2(9). — С. 199—203.
- Іщейкін К. Є. Сучасний стан проблеми захворюваності на справжню екзему: питання етіології та патогенезу / К. Є. Іщейкін // Український журнал дерматології, венерології, косметології. — 2006. — № 3 (22). — С. 6 8.
- Іщейкін К. Є. Особливості алергізації організму дітей з атопічним дерматитом та екземою дитячою / К. Є. Іщейкін // Проблеми екології та медицини. — 2007. — Т. 11, № 5-6. — С. 15 18.
- Іщейкін К. Є. Стан окремих показників імунної системи у дітей, хворих на дитячу екзему та атопічний дерматит / К. Є. Іщейкін // Дерматовенерология, косметология, сексопатология. — 2008. — № 1-2(11). — С. 83 87.
- Іщейкін К. Є. Раціональна імуномодулююча терапія у дітей, хворих на атопічний дерматит, з урахуванням сучасних поглядів на патогенетичні механізми розвитку дерматозу / К. Є. Іщейкін // Світ медицини та біології. — 2008. — № 4(І). — С.80–84.
- Іщейкін К. Є. Імуномоделюючий вплив комплексної терапії у дітей, хворих на дитячу екзему / К. Є. Іщейкін // Проблеми екології та медицини. — 2008. — Т. 12, № 5-6. — С. 18 20.
- Іщейкін К. Є. Особливості анамнезу та супутньої патології як критеріїв верифікації діагнозу атопічний дерматит / К. Є. Іщейкін // Світ медицини та біології. — 2009. — № 2(ІІ). — С. 25–31.
- Іщейкін К. Є. Зміни окремих показників стану імунної системи при комплексній терапії дітей, хворих на атопічний дерматит / К. Є. Іщейкін // Актуальні проблеми сучасної медицини: Вісник Української медичної стоматологічної академії. — 2009. — Т. 9, № 3(27). — С. 132—136.
- Іщейкін К. Є. Оцінка терапевтичної ефективності комплексного лікування дітей, хворих на синдром атопічної екземи / дерматиту за допомогою визначення індексу SCORAD та чотирьох крапковою системою під час лікування та у віддалені строки / К. Є. Іщейкін // Проблеми екології та медицини. — 2009. — Т. 13, № 1-2. — С. 16 20.
- Іщейкін К. Є. Вплив комплексної терапії на окремі показники імунної системи дітей, хворих на дитячу екзему / К. Є. Іщейкін // Вісник проблем біології і медицини. — 2009. — № 2. — С. 75 79.
- Іщейкін К. Є. Порівняльне вивчення показників імунної системи у дітей, хворих на атопічний дерматит і екзему / К. Є. Іщейкін // Український журнал дерматології, венерології, косметології. — 2009. — № 2(33). — С. 58 63.
- Ищейкин К. Е. Клиническое использование полиненасыщенных жирных кислот / К. Е. Ищейкин, Ю. А. Ищейкина // Актуальні проблеми сучасної медицини. — 2004. — Т. 4, № 2(8). — С. 86 88.
- Імуносупресивна терапія при атопічному дерматиті (Огляд сучасних літературних даних та обґрунтування перспективних напрямків подальших досліджень) / В. І. Степаненко, П. П. Рижко, К. Є. Іщейкін, І. П. Кайдашев // Український журнал дерматології, венерології, косметології. — 2005. — № 1(16). — С. 19 22
- Социальная информатика математических моделей эпидемических процессов / П. П. Рыжко, К. Е. Ищейкин, Ю. А. Ищейкина [и др.] // Український журнал дерматології, венерології, косметології. — 2006. — № 3(22). — С. 103 106.
- Іщейкін К. Є. Імунний статус організму дітей, хворих на атопічний дерматит і дитячу екзему / К. Є. Іщейкін, В. І. Степаненко, І. П. Кайдашев // Український журнал дерматології, венерології, косметології. — 2008. — № 4(31). — С. 60 62.
- Іщейкін К. Є. Удосконалена імуномодулююча терапія в комплексному лікуванні дітей, хворих на атопічний дерматит / К. Є. Іщейкін, В. І. Степаненко // Український науково-медичний молодіжний журнал. — 2008. — № 3. — С. 19 22.
- Іщейкін К. Є. Атопічний дерматит чи синдром атопічної екземи/ дерматиту: pro та contra. Погляди на механізми розвитку алергії та атопії / К. Є. Іщейкін, В. І. Степаненко, І. П. Кайдашев // Український журнал дерматології, венерології, косметології. — 2007. — № 4(27). — С. 11 17.
- Іщейкін К. Є. Стан апоптозу CD4+ CD25+регуляторних клітин в організмі дітей, хворих на атопічний дерматит та екзему дитячу / К. Є. Іщейкін, В. І. Степаненко, І. П. Кайдашев // Український журнал дерматології, венерології, косметології. — 2007. — № 3(26). — С. 7 11.
- Іщейкін К. Є. До питання уніфікації класифікації та критеріїв діагностики атопічного дерматиту та екземи дитячої / К. Є. Іщейкін, В. І. Степаненко, І. П. Кайдашев // Український журнал дерматології, венерології, косметології. — 2009. — № 1(32). — С. 61 65.
- Іщейкін К. Є. Аналіз розповсюдженості та захворюваності на атопічний дерматит серед дитячого населення Полтавської області за період 2003—2007 рр. / К. Є. Іщейкін // Журнал дерматології, косметології ім. М. О. Торсуєва. — 2009. — № 1-2(18). — С. 23 31.
- Патент України № 41302. Спосіб комплексного лікування дітей, хворих на атопічний дерматит / Іщейкін К. Є.; заявник та патентовласник Українська медична стоматологічна академія (м. Полтава). — №u200900361; заявл.19.01.09; опубл. 12. 05.09, Бюл. № 9.
- Патент України № 41844. Спосіб визначення ступеня тяжкості клінічних проявів справжньої екземи / Іщейкін К. Є.; заявник та патентовласник Українська медична стоматологічна академія (м. Полтава). — № u200900358; заявл. 19.01.09; опубл.10.06.09, Бюл. № 11.
- Іщейкін К. Є. Аналіз динаміки захворюваності дітей, хворих на атопічний дерматит, мешканців фтористої геохімічної провінції / К. Є. Іщейкін, Ю. О. Іщейкіна // Сучасні аспекти етіопатогенезу, діагностики, клініки та лікування в дерматології і косметології: наук.-практ. конф.: тези доп. — Донецьк, 2003. — С. 26 27.
- Іщейкін К. Є. Вивчення залежності захворюваності на атопічний дерматит серед дітей Полтавської області від дії екологічних та інших факторів / К. Є. Іщейкін // Сучасні проблеми дерматовенерології і косметології: наук.-практ. конф.: тези доп. — Полтава, 2003. — С. 61 62.
- Ищейкин К. Е. Некоторые вопросы этиологии и патогенеза истинной экземы / К. Е. Ищейкин // Розвиток дерматовенерологічної служби в нових умовах регуляторної політики і подальшої демократизації суспільства: наук.-практ. конф.: матеріали доп. — Харків, 2007. — С. 44 49.
- Іщейкін К. Є. Застосування мазі тримістин — дарниця у комплексному лікуванні при алергодерматозах / К. Є. Іщейкін // Журнал сучасного лікаря «мистецтво лікування». — 2007. — № 5(41). — С. 30 34.
- Ищейкин К. Е. Роль процессов апоптоза и изменения функционирования Т-регуляторных клеток при атопическом дерматите / В. И. Степаненко, К. Е. Ищейкин // Сб. науч. трудов V съезда дерматовенерологов Республики Узбекистан, посв. 75-летию со дня образования научно-исследовательского института дерматологии и венерологии. — Ташкент, 2008. — С. 64.
- Ищейкин К. Е. Новые возможности в наружном лечении хронически-рецидивирующих дерматозов / П. П. Рыжко, Л. В. Рощенюк, К. Е. Ищейкин [и др.] // Розвиток дерматовенерологічної служби в нових умовах регуляторної політики і подальшої демократизації суспільства: наук.-практ. конф.: матеріали доп. — Харків, 2006. — С. 92 97.
- Ищейкин К. Е. Социальная информатика и математическое моделирование эпидемического процесса / К. Е. Ищейкин, Ю. А. Ищейкина // Розвиток дерматовенерологічної служби в нових умовах регуляторної політики і подальшої демократизації суспільства: наук.-практ. конф.: матеріали доп. — Харків, 2006. — С.80 84.
- Ищейкин К. Е. Новый антигистаминный препарат Цетиризин отечественного производителя / К. Е. Ищейкин, П. П. Рыжко, Л. В. Рощенюк [и др.] // Розвиток дерматовенерологічної служби в нових умовах регуляторної політики і подальшої демократизації суспільства: наук.-практ. конф.: матеріали доп. — Харків, 2006. — С. 287 291.
- Ищейкин К. Е. Некоторые аспекты проблемы заболеваемости истинной экземой / К. Е. Ищейкин // Проблемы дерматологии и медицинской косметологии на современном этапе: V юбилейная науч.-практ. конф.: сб. работ. — Владивосток, 2006. — № 8. — С. 17 23.
- Esheykin K. Y., Ryzhko P. P. Social informatics of mathematic models of epidemic process / K. Y. Esheykin, P. P. Ryzhko // JEADV. — 2005. — Vol. 19. — Suppl. 2. — P. 1.
- Іщейкін К. Є. Деякі спільні аспекти патогенезу псоріазу та метаболічного синдрому / К. Є. Іщейкін, Я. О. Ємченко, І. П. Кайдашев // Світ медицини та біології. — 2013. — № 1 (36). — С. 176—180.
- Іщейкін К. Є. Залежність клініко-лабораторних показників від рівня системного запалення у хворих псоріатичною хворобою середнього ступеня тяжкості з супутнім метаболічним синдромом К. Є. Іщейкін, Я. О. Ємченко, І. П. Кайдашев // Світ медицини та біології. — 2014. — № 3 (45). — С. 40-43.
- Іщейкін К. Є. Аналіз захворюваності та поширеності на псоріаз в Україні та Полтавській області / К. Є. Іщейкін, Я. О. Ємченко, І. П. Кайдашев // Актуальні проблеми сучасної медицини. — 2014. — Т. 14, № 3 (47). — С. 72-76.
- Іщейкін К. Є. Ефективність включення метформіну гідрохлорид до комплексної терапії хворих на псоріатичну хворобу та метаболічний синдром / К. Є. Іщейкін, Я. О. Ємченко // Світ медицини та біології. — 2015. — № 4 (54). — С. 22-27.
- Іщейкін К. Є. Неовеберівська модель: між державою та ринком // Держава і право. Серія Політичні науки. 2016. Вип. 74. С. 90–97 (Index Copernicus International).
- Іщейкін К. Є. Досвід впровадження бюджету участі як інструмента партисипаторної демократії у Франції // Гілея: науковий вісник. Збірник наукових праць. 2017. Вип. 119. С. 383—386 (Index Copernicus International).
- Іщейкін К. Є. Передумови впровадження інструментів учасницької демократії // Politicus. Науковий журнал. 2017. № 1. С. 67–70 (Index Copernicus

International).
- Іщейкін К. Є. Бюджет участі: особливості запозичення досвіду // Держава і

право. Серія Політичні науки. 2017. Вип. 75. С. 144—152 (Index Copernicus International).
- Іщейкін К. Є. Типологізація європейських моделей бюджету участі // Politicus. Науковий журнал. 2017. № 2. С. 79–81 (Index Copernicus International).
- Іщейкін К. Є. Чинники ефективності застосування інструментів прямої демократії // Evropsky politicky a pravni diskurz. 2017. Svazek 4. 3 vydani. S. 124–

130 (Прага, Чехія).
- Іщейкін К. Є. Досвід Канади у реалізації бюджету участі // Держава і право. Серія Політичні науки. 2017. Вип. 76. С. 167—177 (Index Copernicus International).
- Іщейкін К. Є. Класифікація моделей бюджету участі // Гілея: науковий

вісник. Збірник наукових праць. 2017. Вип. 123. С. 302—304 (Index Copernicus International).
- Іщейкін К. Є. Передумови та досвід впровадження бюджету участі в Німеччині // Politicus. Науковий журнал. 2017. № 4. С. 37–39 (Index Copernicus International).
- Іщейкін К. Є. Бюджет участі у контексті концепцій «Нового локалізму» та «Великого суспільства» // Гілея: науковий вісник. Збірник наукових праць. 2017. № 124. С. 314—317 (Index Copernicus International).
- Іщейкін К. Є. Концептуальні засади учасницьких практик у Німеччині // Вісник Львівського національного університету. Філософсько-політологічні студії. 2017. Вип. 13. С. 143—147 (Index Copernicus International).
- Іщейкін К. Є. Співвідношення колективного та індивідуального у процедурах бюджету участі // Гілея: науковий вісник. Збірник наукових праць. 2017. № 125. С. 364—367 (Index Copernicus International).
- Іщейкін К. Є. Особливості моделі бюджету участі в Берлін-Ліхтенберзі // S.P.A.C.E. 2017. № 5. C.16–19.
- Іщейкін К. Є. Легітимація публічних рішень у бюджеті участі // Evropsky politicky a pravni diskurz. 2017. Svazek 4. 5 vydani. S. 84–88 (Прага, Чехія).
- Іщейкін К. Є. Польський досвід впровадження бюджету участі // Гілея: науковий вісник. Збірник наукових праць. 2017. Вип. 126. С. 495—497 (Index Copernicus International).
- Іщейкін К. Є. Комунікативний та процедурний аспекти бюджету участі // Держава і право. Серія Політичні науки. 2017. Вип. 77. С. 118—127 (Index Copernicus International).
- Іщейкін К. Є. Досвід впровадження бюджету участі у США // Гілея: науковий вісник. Збірник наукових праць. 2017. Вип. 127. С. 402—404 (Index Copernicus International)
- Іщейкін К. Є. Моделі бюджету участі в Україні: особливості і недоліки // Гілея: науковий вісник. Збірник наукових праць. 2017. Вип. 128. С. 317—320 (Index Copernicus International).
- Іщейкін К. Є. Моделі бюджету участі в Україні: особливості і недоліки // Гілея: науковий вісник. Збірник наукових праць. 2017. Вип. 128. С. 317—320 (Index Copernicus International).
- Іщейкін К. Є. Законодавча основа впровадження бюджету участі в Україні // Держава і право. Серія Політичні науки. 2017. Вип. 78. С. 162—171 (Index Copernicus International).
- Іщейкін К. Є. Запровадження і функціонування бюджету участі в Україні // Science and Education a New Demension. Humanities and Social Sciences. 2018. VI (26). Issue: 156 Feb. P. 70–73 (Будапешт, Угорщина).
- Іщейкін К. Є. Причини та наслідки впровадження механізмів участі // Гілея. 2018. Вип. 129. С. 264—267 (Index Copernicus International).
- Іщейкін К. Є. Консультаційна модель бюджету участі в Україні: переваги і недоліки // Evropsky politicky a pravni diskurz. 2018. Svazek 5. 1 vydani. S. 158—162 (Прага, Чехія).
- Іщейкін К. Є. Правові засади бюджету участі у Польщі // Держава і право. Серія Політичні науки. 2018. Вип. 79. С. 38–46 (Index Copernicus International).

## Відзнаки та нагороди
- Орден князя Ярослава Мудрого V ст. (28 червня 2017) — за значний особистий внесок у державне будівництво, соціально-економічний, науково-технічний, культурно-освітній розвиток України, вагомі трудові здобутки та високий професіоналізм[5]
- Заслужений діяч науки і техніки України (18 травня 2016) — за вагомий особистий внесок у розвиток вітчизняної науки, зміцнення науково-технічного потенціалу України, багаторічну сумлінну працю та високий професіоналізм[6]
- Почесна грамота Міністерства охорони здоров'я (за вагомий особистий внесок у розвиток охорони здоров'я та високий професіоналізм).
- Почесна грамота Полтавської обласної державної адміністрації [Архівовано 20 січня 2021 у Wayback Machine.] (за значний особистий у розвиток охорони здоров'я, підготовку висококваліфікованих медичних кадрів, плідну науково-педагогічну діяльність)
- Грамота Української Православної Церкви Київського Патріархату Полтавської єпархії [Архівовано 20 червня 2019 у Wayback Machine.] (за вагомий особистий внесок у справу відродження духовності та утвердження українського православ'я на Полтавщині)